# Gráf András
Gráf András (Budapest, 1909. szeptember 23. – Mauthauseni koncentrációs tábor, 1945. március 20.) klasszika-filológus, latin–történelem–görög szakos középiskolai tanár.

## Élete
Graf Miksa (1879–1945) állatorvos, tanácsos és Reiter Terézia (1878–1945) gyermekeként született zsidó családban. Tanulmányait 1929 és 1933 között a budapesti Pázmány Péter Tudományegyetem Bölcsészettudományi karán végezte mint az Eötvös József Collegium tagja. 1933-ban doktori szigorlatot tett. Ezt követően az Országos Rabbiképző-Intézet gimnáziumának tanára lett: latin-görög történetet tanított, illetve az Intézet könyvtárosaként dolgozott. 1936-ban a Chariseion alapból 1000 pengő tanulmányi ösztöndíjat kapott két havi görögországi tanulmányútra. 1940-ben közérdekű munkaszolgálatra hívták be. A következő évben a Kolozsvári Zsidó Gimnázium kuratóriuma rendes tanárrá választotta. A holokauszt áldozata lett.
Felesége Békési Mária Magdolna volt, Békési József és Klochány Magdolna lánya, akivel 1939. augusztus 6-án Budapesten, a Ferencvárosban kötött házasságot.

## Főbb művei
- Antik hatások a korai bizánci irodalom etnográfiai tudósításában (Budapest, 1933)
- Georgiosz Zavirasz budapesti könyvtárának katalógusa (Budapest, 1935)
- Pannonia politikai földrajza (Egyetemes Philológiai Közlöny, 1936)
- Übersicht der antiken Geographie von Pannonien (Budapest, 1936, Dissertationes Pannonicae, I. 5.)
- Hippokrates és az amazonok (Egyetemes Philológiai Közlöny, 1942)